# Intville-la-Guétard
Intville-la-Guétard är en kommun i departementet Loiret i regionen Centre-Val de Loire strax norr Frankrikes mitt. Kommunen ligger i kantonen Malesherbes som tillhör arrondissementet Pithiviers. År 2022 hade Intville-la-Guétard 175 invånare.

## Befolkningsutveckling
Antalet invånare i kommunen Intville-la-Guétard
| Referens: INSEE |